# Merry Poppins
Merry Poppins — белорусская синти-поп-группа, существовавшая с 2004 по 2008 год в Минске. Основатель, лидер группы, солистка, продюсер, композитор, автор песен Алеся Берулава.
Группа названа в честь персонажа советского художественного телефильма «Мэри Поппинс, до свидания!» волшебницы Мэри Поппинс.
В 2006 году группа получила награду в номинации «Сингл года» за макси-сингл Merry Poppins от «Мистерия звука» (по итогам продаж).

## История

### Предыстория группы
Участники группы Merry Poppins до 2003 года играли в группе «Мантана». Контракт со студией «Союз» закончился в 2004 году, но его несправедливость привела к разочарованию девушек в шоу-бизнесе. Контракт со студией «Союз» уже закончился. Сёстры поняли, что рок они больше не хотят играть, их музыкальные предпочтения изменились и они решили попробовать себя в новом музыкальном жанре. Группа фактически прекратила свою деятельность. Участницы группы родные сёстры Алеся Берулава (солистка, лидер группы, автор песен) и Марина Берулава (бэк-вокалистка) отправляются по линии Министерства труда Японии зарабатывать деньги на запись нового альбома. Они подписали контракт на полгода и открыли рабочие визы. Перед поездкой они закончили школу «белли-данса» в Минске. В Японии сёстры пели в караоке и танцевали восточные танцы в клубе.
В клубе сёстры познакомились с японским спортсменом (метателем молота) Кодзи Мурофуси. Он спел с сёстрами в караоке и они подарили ему диск с записью песен рок-группы «Мантана». Кодзи Мурофуси понравились их песни. На следующий день Кодзи поинтересовался у сестёр, почему они не исполняют свои собственные песни в клубе. Он сказал, что у него есть друзья музыканты и предложил сёстрам помощь с записью песен и организацией концертов. В Японии состоялась запись демоальбома и выступления в клубах Токио. Сёстры Берулава практически жили на два дома, (в Москве и Токио), так как большую часть времени они проводили в Японии, работали, учили японский язык.

### Создание группы
В 2004 году Алеся и Марина Берулава возвращаются домой в Минск. В Японии сёстры увлеклись популярным молодёжным стилем японской моды Gothic & Lolita и музыкальным направлением «синти-поп». И у них появилась идея создания новой группы, которая сочетала бы в себе эту молодёжную моду и музыкальное направление. Так сёстрами Алесей и Мариной Берулава была создана синти-поп-группа «Merry Poppins». Группа сформировалась как дуэт родных сестёр Алеси и Марины Берулава. Сёстры нашли саунд-продюсера, разделявшего с ними интерес к музыкальному направлению «синти-поп», Владимира Эглитиса. И они стали записывать новые песни. Лидером группы стала старшая сестра Алеся Берулава. Группа вместе с группами «Ляпис Трубецкой», Zdob și Zdub, «ТТ-34» и др. вошла в творческое объединение «Дети Солнца».
В 2005 году на студии записана песня «Меня зовут любовь». Песня стала одним из главных хитов года в Белоруссии. На неё снят первый клип группы «Меня зовут любовь». Режиссёром клипа стал Роман Васьянов, известный по своей работе с группой «ТТ-34». В клипе девушки предстают в образе красавиц аферисток, танцующих восточные танцы и оставляющих мужчин без денег. В заключительном эпизоде клипа снялась третья (самая младшая сестра) Людмила Берулава. Одежду для Алеси, Марины и Людмилы Берулава шил белорусский дизайнер Иван Айплатов.
Merry Poppins исполнили песню «Меня зовут любовь» на «Песни года Белоруссии 2005».
Алеся и Марина в 2005 году снялись в телепередаче «На перекрёстках Европы». Они придумали необычный номер. Алеся и Марина были одеты в свадебные платья, их сопровождали четыре жениха (друзья сестер музыканты из группы «Песняры»). Номер заключался в том, что сёстры, исполняя на сцене мелодичную песню, пытались пробудить чувства неподвижных женихов, игравших роли манекенов одетых в костюмы.
Фотосессии сестёр были напечатаны в российском и украинском изданиях журнала Maxim и украинском Penthouse. Съёмки для журнала Maxim проходили в Коктебеле на берегу Чёрного моря. Специально для фотосессии на место съёмок привезли солому.
В эфир радиостанций вышла песня «Картинки». Композиция в течение 6-ти недель возглавляла «Серебряный граммофон» на белорусском телеканале «ОНТ». На песню режиссёром Матвеем Сабуровым был снят клип. В начале клипа сёстры предстают в розовых кукольных платьях с большими игрушечными зеркальцем и расчёской, а вскоре переоблачаются в готических принцесс в стиле Gothic & Lolita и на протяжении всего клипа танцуют, имитируя движения роботов.
В 2006 году Алеся и Марина Берулава переехали в Москву. Прошли съёмки анимированной версии клипа на песню «Меня зовут любовь». В клипе присутствует множество неведомых насекомых и птиц, готических соборов и площадей, оживших картин известных художников эпохи Ренессанса. Режиссёром клипа стал Алексей Терехов, автор нашумевшего клипа «Капитал» известной белорусской группы «Ляпис Трубецкой».

### Макси-сингл «Merry Poppins»
В феврале 2006 года вышел дебютный макси-сингл группы под названием Merry Poppins. Сингл получил награду «Сингл года» от сети магазинов «Мистерии звука» (по итогам продаж).
Алеся и Марина Берулава снялись в фотосессии для мартовского номера украинского издания Playboy за 2006 год. «Merry Poppins» стала первой белорусской музыкальной группой напечатанной в этом журнале. В данном номере журнала им посвятили 8 страниц.
Merry Poppins в апреле 2006 года приняли участие в скандальном реалити-шоу «Офис» (шоу о любви к работе) на российском телеканале «ТНТ». Сама суть его заключалась в том, что двенадцать человек совместно проживали и работали в фирме по проведению праздников. Сёстры прошли карьерный рост от разнорабочих до менеджеров, потом Алеся Берулава стала боссом (руководителем фирмы), а Марина главным помощником босса. Алеся и Марина пробыли в реалити-шоу «Офис» около трёх с половиной недель и сами ушли не дожидаясь окончания проекта, потому что им там стало не интересно.
Merry Poppins выступили на «Песне года Белоруссии 2006» с композицией «Картинки».
В июне Алеся Берулава снялась в российском телесериале «Я сыщик», который вышел на телеканале «РТР» 24 сентября 2007 года. Она сыграла роль Маши (девушки главного героя) в 2-х первых сериях. В роли главного героя телесериала снялся российский актёр Александр Дедюшко.
На российском телеканале «РЕН ТВ» в сентябре вышел сериал «Трое сверху» с Ильёй Олейниковым в главной роли, к которому синти-поп-группа Merry Poppins написала заглавную песню «Амуры». На Украине показ сериала начался в ноябре. Сериал состоит из 198-ми серий и каждая из них начинается и заканчивается под песню «Амуры». В ноябрьском номере (№ 41) молодёжного журнала Elle Girl была опубликована статья посвящённая Merry Poppins, в которой был освещён данный факт.
В концертном зале «Минск» 29 сентября 2006 года состоялся большой сольный концерт группы. Сёстры несколько раз меняли костюмы: начали с арабских танцев, после выступали в костюмах в стиле Gothic & Lolita, а под занавес перевоплотились в готических принцесс. Концепция концерта состояла из выступлений сестёр, которые появлялись на сцене спеть две или три песни, а потом исчезающих со сцены на 10-15 минут, чтобы сменить костюмы и сценический образ. В это время на сцене выступали другие участники шоу: художник Василий Пачицкий в роли ведущего Фантомаса, театр пластического гротеска «ИнЖест» под руководством Вячеслава Иноземцева, шоу-балет «Тандем» и перкуссионисты под руководством Масуда Талибани. На концерте были исполнены песни группы Merry Poppins, песни предыдущего проекта Алеси Берулава рок-группы «Мантана» аранжированные в жанре синти-поп, а также некоторые из неизданных песен. Главным событием концерта стало появление на сцене третьей (самой младшей родной сестры) Людмилы Берулава в заключительном блоке концерта. Сёстры появились втроём, чтобы исполнить свои песни. Появление третьей сестры вызвало бурную реакцию в зале, все переместились поближе к сцене и стали фотографировать. Концерт группы Merry Poppins прошёл успешно. Его посетило множество поклонников группы. С этого дня к группе присоединилась третья участница младшая родная сестра Людмила Берулава. Группа Merry Poppins из дуэта преобразовалась в трио. Данное событие активно освещалось в СМИ.
Для проведения концертов участницы группы Merry Poppins набрали живой состав сессионных музыкантов состоящий из бас-гитариста, клавишника и барабанщика.
Группа Merry Poppins приняла участие в российском фестивале музыкального видеоарта «Аплоуд». Фестиваль прошёл 27 марта 2007 года в «Клуб на брестской» в Москве. Целью фестиваля было открытие новых талантов в сфере создания клипов. В фестивале могли принять участие все желающие. Для этого было необходимо из аудио и видео материала групп участниц фестиваля создать свой клип. На официальный сайт фестиваля был загружен клип группы Merry Poppins на песню «Меня зовут любовь» (режиссёра Алексея Терехова). В жюри фестиваля вошли представители крупных российских звукозаписывающих компаний и известные журналисты. По количеству просмотров клипов на официальном сайте фестиваля «Аплоуд» группа Merry Poppins обогнала российскую группу «Аквариум» в 2 раза.
В выставочном центре «Крокус Экспо» 15 апреля, на «12-й международной выставке Hi-Fi» в Москве состоялось выступление группы Merry Poppins.
Merry Poppins написали 10 композиций и прислали их японским музыкантам. И они получили приглашение выступить с собственным репертуаром на фестивале Kera Individual Fashion Expo в Токио, который организует главный Gothic & Lolita-журнал Kera. Участницы группы Merry Poppins стали первыми европейскими представителями популярной современной суб-культуры Gothic & Lolita на тематическом фестивале в Японии.
В Японии весной 2007 года прошли съёмки клипа на песню «Баттерфляй». Режиссёром стала студентка «ВГИКа» японка Наоко. Городские пейзажи Токио лучше всего подошли для съёмок клипа, так как действия в клипе происходят в постоянном движении. Самым впечатляющим зрелищем в клипе были съёмки из окна скоростного поезда «синкансэн».
В майских номерах журналов «ТОП Башня» и «Эра DVD» за 2007 год напечатаны статьи посвящённые группе.
Сёстры приняли участие в проекте Atlant-M Fashion Night, в рамках которого 24 творческие личности должны были представить свой взгляд на такой предмет, как валенки. Участницы Merry Poppins представили на проекте валенки в стиле Gothic & Lolita. Демонстрация состоялась в виде модного показа 8 июня в Минске.
Группа Merry Poppins выступили на музыкальном фестивале «Песня года Белоруссии 2007». В этом году они исполнили песню «Девочки-припевочки».

### Альбом «Do svidania…»
В июне 2008 года состоялся выход студийного альбома Do svidania..., запись которого длилась 4 года в студиях Минска и Москвы. Альбом практически перед самым выходом изменил название с заявленного «Баттерфляй» на Do svidania…, по поводу чего Алеся Берулава сказала следующее:
Какой-то особый подтекст в смене названия искать не надо. Просто мы вернёмся, когда ветер переменится!Алеся Берулава
После выхода альбома участницы группы Merry Poppins приостановили свою музыкальную деятельность.

## Стиль
Группа Merry Poppins исполняла музыку в стилях синти-поп и синтитрон (см. электроклэш).

## Состав
- Алеся Берулава — вокал, лидер группы, продюсер, композитор, автор песен.
- Марина Берулава — вокал.
- Людмила Берулава — вокал.

## Дискография
Группа Merry Poppins выпустила сингл Merry Poppins в 2006 году (Глория Медиа) и альбом Do svidania... в 2008 году (Вигма).

## Видеография
- 2005 — Меня зовут любовь (режиссёр Роман Васьянов) (первая версия)[8]
- 2005 — Картинки (режиссёр Матвей Сабуров)[14]
- 2006 — Меня зовут любовь (режиссёр Алексей Терехов) (вторая версия)[15]
- 2007 — Баттерфляй (режиссёр Наоко)[31]

## Награды
- «Сингл года» за макси-сингл Merry Poppins на наградах «Мистерия звука» в 2006 году (по итогам продаж)[5][17].
- Лауреат музыкальной радиопремии «Золотое ухо» радиостанции «Альфа радио» в 2006 году[35].
- «Открытие года» (интерактивная премия музыкального конкурса «Телепортация-2005»)[36]

### Социальные сети
- Сообщество «ВКонтакте»
- Сообщество в «Facebook»
- Сообщество в «Twitter»
- Сообщество в «Instagram»